# Xã Orange, Quận Knox, Illinois
Xã Orange (tiếng Anh: Orange Township) là một xã thuộc quận Knox, tiểu bang Illinois, Hoa Kỳ. Năm 2010, dân số của xã này là 556 người.